# John FitzAlan, 14.º Conde de Arundel
João Fitzalan, 7.º Conde de Arundel e 4.º Barão Maltravers[a] KG (Lytchett Matravers, Dorset, 14 de fevereiro de 1408 — Beauvais, 12 de junho de 1435) foi um nobre inglês e comandante militar durante as últimas fases da Guerra dos Cem Anos. Seu pai, João Fitzalan, 3.º Barão Maltravers, travou uma longa disputa para reivindicar o Condado de Arundel, uma batalha que só foi resolvida após sua morte, quando finalmente John Fitzalan, o filho, foi  confirmado com o título em 1433.
Já antes disso, em 1430, Fitzalan partiu para a França, onde ocupou uma série de postos de comandos militares importantes. Atuou sob a liderança de João, Duque de Bedford, tio do rei Henrique VI. Fitzalan esteve envolvido na reconquista de fortalezas na região de Ilha de França, e em sufocar rebeliões locais. Porém, sua carreira militar se encerrou na Batalha de Gerberoy em 1435. Recusando-se a recuar em face de forças inimigas superiores numericamente, Arundel foi baleado no pé e capturado. Sua perna foi amputada, posteriormente, e morreu pouco tempo depois em consequência da lesão. Seu lugar de descanso final foi uma questão de controvérsia até meados do século XIX, quando seu túmulo no Castelo de Arundel revelou conter um esqueleto faltando uma perna.
Arundel foi considerado um grande soldado por seus contemporâneos. Foi um comandante de sucesso na França, em um período de declínio para os ingleses, e sua morte foi uma grande perda para o país. Foi sucedido por seu filho Humphrey, que não viveu até a idade adulta. O título de Conde de Arundel, em seguida, foi para o irmão mais novo de João, Guilherme.

## Família e infância
John Fitzalan nasceu em Lytchett Matravers, em Dorset. Era filho de John Fitzalan, 3.º Barão Maltravers (1385–1421) e de Eleanor (morta em 1455), filha de Sir John Berkeley de Beverston, Gloucestershire. João Fitzalan, o pai, por parte de seu trisavô Ricardo Fitzalan, 4.º Conde de Arundel, reivindicou para si o Condado de Arundel após a morte de Thomas Fitzalan, 5.º Conde de Arundel, em 1415 sem deixar filhos do sexo masculino. Contudo, a alegação foi contestada pelas três irmãs de Thomas e seus familiares, principalmente por Elizabeth Fitzalan, que se casara com Thomas de Mowbray, 1.º  Duque de Norfolk. Discute-se se Maltravers já detinha o título de Conde de Arundel; ele foi convocado para o Parlamento sob este título uma vez, em 1416, mas, das vezes seguintes, até a sua morte, como Barão Maltravers. Quando morreu, em 1421, a disputa continuou agora realizada por seu filho, e foi somente em 1433 que o jovem John Fitzalan finalmente teve seu título confirmado no Parlamento. Quatro anos antes, em julho de 1429, recebeu as propriedades e o título de seu falecido pai.
Ainda quando criança, os pais de John Fitzalan assinaram um contrato para que este se casasse com Constance, filha de John Cornwall, Barão Fanhope, e por parte de sua mãe Isabel Plantageneta, neta de João de Gante. Os dois podem ter ou não se casado, porém, Constance morreu em 1429, e John se casou com Maud, filha de Robert Lovelll. Fitzalan foi nomeado cavaleiro em 1426, juntamente com o Henrique VI, então com quatro anos de idade, e foi intitulado "Dominus de Maultravers" ("Lorde Maltravers"). No verão de 1429 foi convocado para o Parlamento, desta vez denominado  de "Johanni Arundell' Chivaler", significando que ele era agora Lorde Arundel. Porém, em 1430, em uma escritura pública firmada para a prestação de serviço militar para o rei na França, ele foi denominado Conde de Arundel, um título que ele também costumava usar. Quando finalmente foi oficialmente reconhecido ser seu o título de Conde de Arundel, em 1433, a decisão foi baseada no reconhecimento de que o título deveria ficar com quem tinha a posse do Castelo de Arundel. Na verdade, porém, a concessão foi mais uma recompensa por seus serviços militares prestados até então na França.

## Campanhas na França

O Castelo de Arundel era a residência principal da família Fitzalan, porém, John Fitzalan passou a maior parte dos anos, de 1430 até sua morte, na França

O pai de John Fitzalan foi um militar de destaque na Guerra dos Cem Anos sob o comando rei Henrique V, e o filho seguiu os passos de seu pai. Em 23 de abril de 1430, o jovem Fitzalan partiu para a França na companhia de Henrique VI. Lá, logo conquistou fama de bom militar sob o comando do tio do rei, John, Duque de Bedford. Em junho, participou do Cerco de Compiègne, onde Joana d' Arc recentemente havia sido capturada. Mais tarde, ele levantou o cerco de Anglure com a ajuda da Borgonha. Em 17 de dezembro de 1431, esteve presente quando Henrique VI foi coroado Rei da França, em Paris, onde se destacou nas provas do torneio medieval. O sucesso militar de Fitzalan levou a várias nomeações importantes de comando; em novembro de 1431, foi promovido a tenente da guarnição de Ruão, e logo depois também capitão de Vernon. Em janeiro de 1432, foi nomeado capitão de Verneuil. Em fevereiro daquele ano, foi surpreendido, enquanto dormia no Castelo de Ruão, por um grupo de soldados franceses da região de Ricarville, que lograram tomar o castelo. Porém, o grupo não conseguiu manter a conquista sob sua guarda, e foram obrigados a render-se doze dias depois. Em abril de 1432, Fitzalan foi recompensado por suas ações, até o momento, com a Ordem da Jarreteira.
A partir do início de 1432 em diante, Fitzalan ocupou vários comandos regionais no norte da França. Uma de suas tarefas foi reconquistar as fortalezas na região de Ilha de França, no que foi em sua maioria bem sucedido. Em Lagny-sur-Marne, ele explodiu a ponte para evitar que a população tivesse acesso ao castelo, mas mesmo assim, não conseguiu tomar a fortificação. Em dezembro, foi nomeado para um comando regional na Alta Normandia, mas teve que defender a cidade de Sées de um cerco em março de 1433. Como alternativa, em julho foi nomeado tenente-general da Baixa Normandia. Fitzalan deu continuidade a sua tarefa de reconquistar as fortalezas perdidas para o inimigo, e retornou a Saint-Célerin, Sillé-le-Guillaume e Beaumont-sur-Sarthe no início de 1434. Em dezembro de 1433, Bedford novamente o nomeou comandante da Alta-Normandia, bem como, capitão de Pont-de-l'Arche.
Fitzalan - agora Conde de Arundel - poderia ter retornado para a Inglaterra em maio de 1434, quando se encontrava em processo de reunir tropas para uma expedição inglesa na França. No final daquele mês, foi substituído no posto de tenente da Alta-Normandia por John Talbot, Conde de Shrewsbury,  e recebeu um comando entre os rios Sena e Loire. Isso efetivamente significou que os dois compartilharam o comando da Normandia, com Talbot a leste do Sena e Arundel, a oeste. Em 8 de setembro, Arundel recebeu também o título de Duque de Touraine - uma área dominada pelos franceses. A concessão foi feita como recompensa por seu bom serviço, mas também, na esperança de que ele fizesse uma campanha na área. Em outubro, foi nomeado capitão de Saint-Lô, onde teve que lidar com uma rebelião na área de Bessin. O Duque de Alençon estava tentando explorar a revolta para tomar o controle de Avranches, mas Arundel conseguiu impedir o avanço francês e acabou com a rebelião.

## Morte e consequências

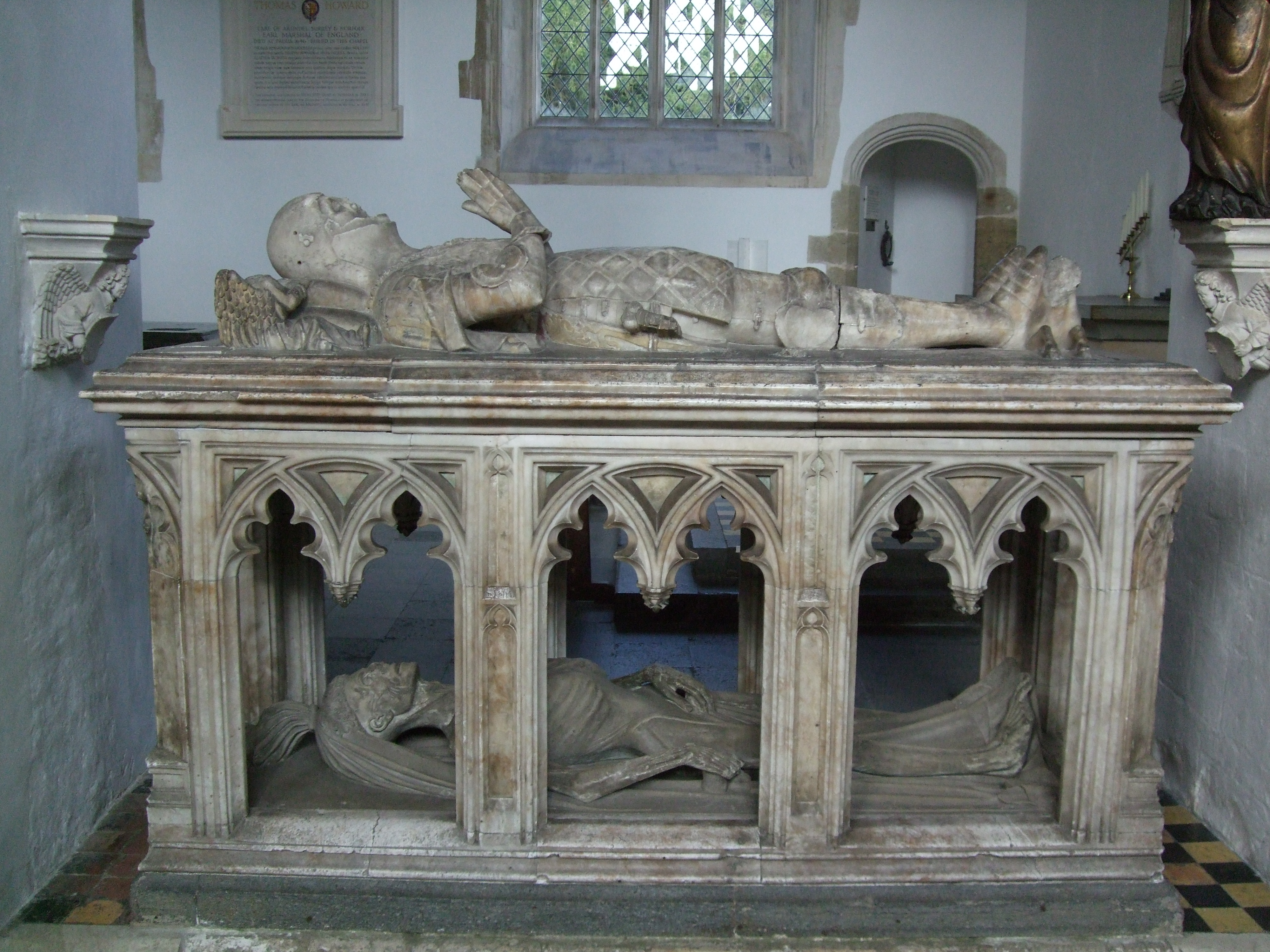
O túmulo de John Fitzalan foi aberto em 1857, e revelou um esqueleto sem uma perna

Em maio de 1435, Arundel estava em Mantes-la-Jolie, na Ilha de França, quando foi obrigado a dirigir-se para o norte, em direção a Gournay-sur-Epte (atual Gournay-en-Bray). Quando foi informado de que os franceses tomaram a fortaleza nas proximidades de Gerberoy, ele moveu-se rapidamente para atacá-los. Os ingleses se depararam com uma grande força francesa em Gerberoy. Muitos se retiraram para Gournay em pânico, mas Arundel ficou para lutar. Na subsequente batalha, Arundel perdeu muitos de seus homens e ele próprio foi atingido no pé por um tiro de columbrina - um mosquete primitivo. Gravemente ferido, foi levado para Beauvais como prisioneiro dos franceses. De acordo com o historiador francês Thomas Basin, Arundel estava humilhado por sua derrota e se recusou a receber tratamento médico para o ferimento em seu pé. A perna foi finalmente amputada, mas a vida de Arundel não pôde ser salva. Morreu em 12 de junho de 1435. Arundel foi substituído em seu comando por Lorde Scales.
Não demorou muito para que surgissem dúvidas sobre o exato local onde estaria sepultado o corpo do conde. O cronista francês Jehan de Waurin afirmou que Arundel foi enterrado em Beauvais. Em meados do século XIX, porém, o capelão do Duque de Norfolk deparou-se com o testamento do escudeiro de Arundel, Fulk Eyton. Eyton sustentou que recebeu o corpo do conde e o trouxe de volta para a Inglaterra, pelo qual foi recompensado com mais de 1.000 libras esterlinas. O corpo foi sepultado na capela do Castelo de Arundel, como Arundel tinha expressamente desejado em seu testamento. Em 16 de novembro de 1857, o túmulo na Capela Fitzalan, Sussex, com a efígie do conde foi aberto. Nele foi encontrado um esqueleto medindo cerca de um metro e oitenta e três centímetros, com uma perna faltando.
A carreira militar de Arundel coincidiu com um período de declínio geral para os ingleses na França. Ele foi um ativista extraordinariamente bem sucedido. Sua morte foi lamentada na Inglaterra e celebrada na França. Era conhecido como o "Aquiles inglês"; o historiador italiano Polidoro Virgílio o chamou de "um homem de singular valor, constância e seriedade."

## Família
Com sua esposa Maud, Arundel teve um filho, Humphrey, que nasceu em 30 de janeiro de 1429. Humphrey herdou o título de seu pai, mas morreu em 24 de abril de 1438, quando ainda era menor de idade. O irmão mais novo de John Fitzalan, William, era o próximo na linha de sucessão. William nasceu em 1417 e se tornou Conde de Arundel, em 1438.